# Tláloc
Tláloc (AFI: [ˈtɬaːlok]) (del náhuatl: Tlalok ‘el que está cubierto de tierra’‘tlaloa, cubrir de tierra; -k, el que está’) es una deidad mesoamericana del agua celeste. La derivación de su nombre no está clara. Los mexicas lo consideraban el responsable de la estación lluviosa y hacían ceremonias para honrarlo en el primer mes del año (ātl cāhualo). Bernardino de Sahagún y Alfredo Chavero lo describen como el dios del rayo, de la lluvia y de los terremotos.

## Mito
Tláloc fue una de las divinidades más antiguas y veneradas de toda Mesoamérica. Su culto se extendió por gran parte del territorio centroamericano. Fue adoptado por los nómadas aztecas (así se llamaban los mexicas cuando apenas acababan de llegar a Aztlán) que se instalaron en el lago Texcoco, asimilándolo como divinidad agrícola.
Siguió siendo uno de los dioses fundamentales de las distintas comunidades agrícolas autóctonas; originario de la cultura de Teotihuacán, dada la caída de la ciudad pasó a Tula, y de ahí su culto se esparció entre los pueblos nahuas. Los teotihuacanos tuvieron contacto con los mayas, de ahí que ellos lo adoptaran o lo identificaran en la forma del Dios Chaac. En la cosmología tlaxcalteca, Tláloc se casó primero con Xochiquétzal, Diosa de la belleza, pero Tezcatlipoca la secuestró. Tláloc se casó otra vez con Matlalcueye, y tiene una hija o hermana mayor que es llamada Huixtocíhuatl.

### Manifestaciones
Como las divinidades mesoamericanas en general, posee una ambigüedad, en cuanto a que Es una Fuerza Suprema en y de la naturaleza (la naturaleza y el cosmos no representan en los términos humanos bondad o maldad, sino más bien un entramado de fuerzas, a veces en equilibrio, a veces en pugna; en ocasiones benéficas para los humanos, otras tantas desastrosas); lo cual implica que, si bien es Dador de Vida, Providencia y Benefactor, también muestra su faceta destructiva y aniquiladora. Así desciende desde el cielo para fecundar la Tierra y poder cultivar la milpa, para germinar las semillas. Así también envía "los relámpagos y rayos, las tempestades del agua y los peligros de los ríos y del mar"; dicho en palabras del fraile de Sahagún. Dominaba también las fuerzas destructoras y si así era su voluntad podía enviar granizos, inundaciones, sequías, heladas y rayos fulgurantes o fulminantes.
Estaba encargado de enviar el agua a la comunidad a través de sus ayudantes, los tlaloques; Tláloc mismo multiplicado y diversificado, manifestado a los humanos como "seres enanos y antropomórficos" -como refiere Juan Carlos Pérez Guerrero-, que desde el interior de los cerros enviaban las cuatro clases de lluvias. Ellos también recibían súplicas y en su honor se realizaban ceremonias y rituales. Alain Musset asevera que, en vez de enanos, son la representación de las montañas que rodean el Valle de México y sobre las cuales parecen formarse las nubes que anuncian la lluvia. Su papel consistía en favorecer la venida de las aguas celestes pero también protegían a los pescadores y los navegantes.
Tláloc fue uno de los más importantes en el altiplano de México, uno de los más representados y quizás también uno de los de mayor antigüedad del panteón de Mesoamérica. Aparece representado desde la época teotihuacana. Se le manifestaba siempre con unos atributos característicos:
- Anteojeras formadas por unas serpientes que se entrelazaban y cuyos colmillos acababan siendo las fauces del dios.
- Una especie de bigotera que no era otra cosa que su labio superior. Se cree que este gran labio era el símbolo de la entrada en la cueva que comunica con el inframundo y que deriva de la boca de las figuras olmecas.
- La cara estaba casi siempre pintada de color negro o azul, más veces de color verde, para imitar los visos que hace el agua.
- Llevaba en la mano una especie de estandarte de oro, largo y con forma de culebra, terminado en punta aguda; era para representar los relámpagos y los truenos que acompañan a veces al agua de lluvia.
- En los dibujos de los códices puede verse que sus vestidos tienen pintados unas manchas que son el símbolo de las gotas de agua.

Tláloc está compuesto en sus representaciones por los tlaloques o dioses de los 4 rumbos. Cada uno de ellos manejaba y era el responsable de una vasija colocada en un rumbo. Cada vasija proporcionaba una lluvia diferente.
La residencia de Tláloc era múltiple debido a la posibilidad de división de la sustancia que lo conformaba, característica que trataremos al hablar de los tlaloques. Su morada se encontraba tanto en el Templo Mayor de Tenochtitlan, como en el Tlalocan, en el interior del cerro que lleva su nombre, el cual pertenece a la cadena montañosa Tlalocan, que separa el Valle de México del de Huexotzinco. Esto no es más que en hablando en términos Eliadianos sublimación de la Paradoja de lo sagrado y lo profano. La libertad y poder absoluto que posee la Divinidad le permite tomar cualquier forma, así como estar presente en cualquiera partes, y viendo la "Morada divina" como una extensión de la misma divinidad, con aquella sucede lo mismo.

### Rostros de Tláloc
Una representación temprana del dios de la lluvia se encuentra en los murales que pintó José Clemente Orozco en la biblioteca de la Dartmouth College entre 1932 y 1934. Se trata de un cuerpo humano sin cabeza, el lugar de cuyo rostro es ocupado por dos serpientes que se enroscan a la altura de los ojos y se entrelazan a la altura de la nariz. En el principio de la narración, Orozco representa como hombres-dioses a las deidades principales: Xipe-Tótec, Tezcatlipoca, Quetzalcóatl, Tláloc, Mictlantecuhtli, Huitzilopochtli y Huehuetéotl.

## Rituales
El Atlcahualo se celebraba del 12 de febrero al 3 de marzo. Dedicado a tlaloque, esta veintena implicaba el sacrificio de niños en cimas de las montañas sagradas. Los niños eran bellamente adornados, vestidos al estilo de Tláloc y Tlaloque. En camillas regadas con flores y plumas, rodeadas de danzantes, eran transportados a un santuario y sus corazones eran arrancados por sacerdotes. Si en el camino hacia el santuario, estos niños lloraban, sus lágrimas eran vistas como signos de lluvias inminentes y abundantes. En cada festival de Atlcahualo, siete niños eran sacrificados en los alrededores del lago de Texcoco en la capital azteca. Ellos eran esclavos o hijos segundos de los nobles.
El primero mes del año se llamaba entre los mexicanos atlcahualo, y en otras parte quamtleóa. Este mes comenzaba en el segundo día del mes de febrero, cuando nosotros celebramos la purificación de Nuestra Señora. En el primer día de este mes celebraban una fiesta a honra, según algunos, de los dioses Tlaloques que los tenían por dioses de la pluvia; y según otros de su hermana la diosa del agua Chalchiuhtlícue; En este mes mataban muchos niños: sacrificábanlos en muchos lugares y en las cumbres de los montes, sacándoles los corazones a honra de los dioses del agua, para que les diesen agua o lluvias. Cuando llevaban a los niños a matar si lloraban y echaban muchas lágrimas, alegrábanse los que los llevaban, porque tomaban pronóstico de que habían de tener muchas aguas ese año. También en este mes mataban muchos cautivos a honra de los mismos dioses del agua; acuchillábanlos primero, peleando con ellos, atados sobre una piedra como muela de molino, y desque los derrotaban a cuchilladas, llevábanlos a sacar el corazón al templo que se llamaba Iopico. Bernardino de Sahagún "Historia general de las cosas de Nueva España".
El festival de Tozoztontli (del 24 de marzo al 12 de abril) similarmente implicaba el sacrificio de niños. Durante este festival, las ofrendas eran hechas en cuevas. Las pieles desolladas de víctimas de los sacrificios que habían sido usadas por los sacerdotes durante los últimos veinte días eran colocadas en estas cavernas mágicas y oscuras.
La veintena de invierno de Atemoztli (del 9 de diciembre al 28 de diciembre) también era dedicada a Tlaloque. Este período precedía una importante estación de lluvias y eran hechas estatuas de masa de amaranto. Sus dientes eran semillas de calabaza y sus ojos, frijoles. Una vez que a estas estatuas les eran ofrecidas esencias finas y de copal, y les eran oradas y adornadas, se les presentaba comida.
Posteriormente, sus pechos de masa eran abiertos, sus "corazones" eran sacados y, por último, sus cuerpos eran cortados y comidos. Los ornamentos con que habían sido adornadas se tomaban y se quemaban en los patios de las personas. En el último día de la "veintena", las personas realizaban banquetes.

## Monte Tláloc
Una montaña perteneciente a la Sierra Nevada lleva el nombre de Tláloc o Tlalocatépetl. Se trata de una de las cumbres más altas del país (4120 m s. n. m.). En la cima existe un santuario dedicado a Tláloc. Se cree que la localización de este santuario en relación con otros templos de la zona podría haber sido una manera para que los mexicas pronosticaran el clima y calcularan el paso del tiempo. Investigaciones muestran de hecho que diferentes orientaciones relacionadas al monte Tláloc revelan un grupo de fechas al final de abril y al principio de mayo, las cuales están asociadas con ciertos eventos astronómicos y meteorológicos. Información arqueológica, etnohistórica y etnográfica indica que este fenómeno coincide con la cosecha del maíz en tierras áridas asociadas con sitios agrícolas.

### Sitio geográfico
El monte Tláloc es el punto más alto de la Sierra del Río Frío que separa los valles de México y Puebla-Tlaxcala. Se eleva sobre dos diferentes zonas ecológicas: prados alpinos y bosques sub-alpinos. La temporada de lluvias empieza en mayo y dura hasta octubre. La temperatura más alta del año ocurre en abril, al principio de la temporada de lluvias, y la temperatura más baja en diciembre-enero. Hace 500 años las condiciones del clima eran ligeramente más severas, pero el mejor momento para subir a la montaña era prácticamente como es ahora: Desde octubre hasta diciembre, y en febrero hasta el principio de mayo. La fecha del festín de Huey Tozotli celebrada en la cima del Monte Tláloc coincide con el momento de mayor temperatura del año, justo antes de peligrosas tormentas que podrían bloquear el acceso a la cima.

### Evidencia arqueológica
El primer relato detallado del monte Tláloc descrito por Jim Rickards en 1929 fue secundado por visitas y estudios de otros investigadores. En 1953 Wicke y Horcasitas llevaron a cabo investigaciones preliminares en el sitio; sus conclusiones fueron repetidas por Parsons en 1971. La investigación arqueo-astronómica empezó en 1984, de la cual mucha continúa sin publicarse. En 1989 excavaciones fueron realizadas en el sitio por Solís y Townsend.

## Atributos y simbolismo
Así, el Templo Mayor, los Cerros Sagrados, o incluso un altar doméstico, no son sino análogos, manifestación o representación del Tlalocán, del Tonacatépetl, de Xochitlalpán (que presentan cada cual sus particularidades, pero que son también análogos entre sí, por ser representaciones del axis mundi que sostiene el cosmos, y de la matriz universal de donde todo proviene y a donde todo va); así, son partícipes de la misma sacralidad, de la misma fuerza, son, sin serlo, lo mismo. La Paradoja de lo sagrado y lo profano, es en sí una ruptura ontológica presente en toda hierofanía; paradoja en cuanto a que lo sagrado, lo intangible, se profaniza, se vuelve tangible para mostrarse a la humanidad. Esto es parte de la Dialéctica de lo Sagrado, que es parte y fundamento de todas las religiones. A consecuencia de este carácter dual muy fuerte, su culto entró dentro del sistema de reciprocidad de las ofrendas; ofrendas de flores o libaciones diversas, autosacrificio, ofrenda de animales cuando las sequías se dejaban percibir terribles y amenazaban la supervivencia misma de las sociedades (o en el caso de tierras muy húmedas, como las Tierras Bajas Mayas; para evitar el exceso de lluvias, huracanes, tempestades o truenos fulminantes, pues si Chaac (Tláloc en maya Yucateco) se enfurecía demasiado, aquellos podían destruir las cosechas, deslavar cerros, desbordar los ríos y arrasar ciudades y pueblos enteros). Los ritos a Tláloc como aquellos dedicados a los Tlaloques se solían realizar en los cerros o en el interior de las cuevas.
La cruz florida fue una evolución del símbolo de Tláloc y fue llamada Cruz de Tláloc; esta cruz surge por una razón: el dios tenía cuatro hijos a los que se denominaba tlaloques, que vivían en cuatro ámbitos del cielo. Tláloc se convirtió en época tolteca en un personaje semihumano, su cara estaba formada por dos serpientes enroscadas, haciendo de marco de los ojos la curva de los reptiles. Las cabezas se proyectan en paralelo y constituyen el labio superior del dios.

## El paraíso de Tláloc
El lugar conocido como el paraíso de Tláloc se llama Tlalocan y está situado en la región oriental del Universo. De este lugar procedía el agua beneficiosa y necesaria para la vida en la tierra. Las personas que morían ahogadas o por hidropesía iban a morar a este paraíso. También acogía a los que morían de la enfermedad de la lepra. Se trata de un enclave placentero, donde pueden verse toda clase de árboles frutales, así como maíz, chía (semilla de una especie de salvia que se usa en México como refresco), frijoles y más productos. La vida allí era enteramente feliz. Conocemos la descripción de esta morada del dios gracias a los escritos hechos por el padre Bernardino de Sahagún y otros personajes, que lo oyeron de boca de los indígenas. Algunos siglos después, se descubrió en Teotihuacán un mural en que se veía representada punto por punto esta descripción. Así se pudo conocer de manera gráfica lo que ya se conocía a través de lo escrito.

Galería de imágenes de representaciones de Tláloc
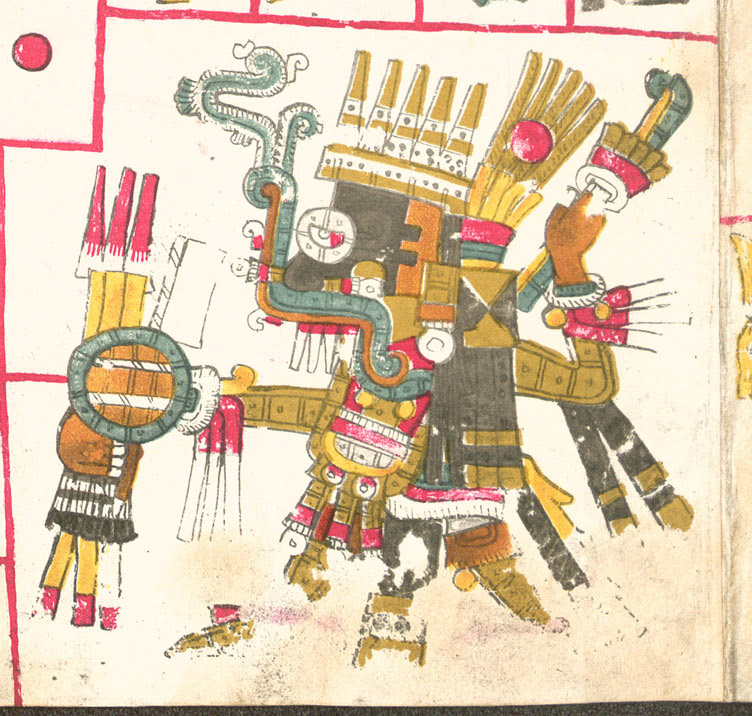
Tláloc descrito en el Códice Borgia, en atuendo de guerra. Portando un Atlátl, Chimalli y un Ichcahuipilli de cuerpo completo (armadura flexible).
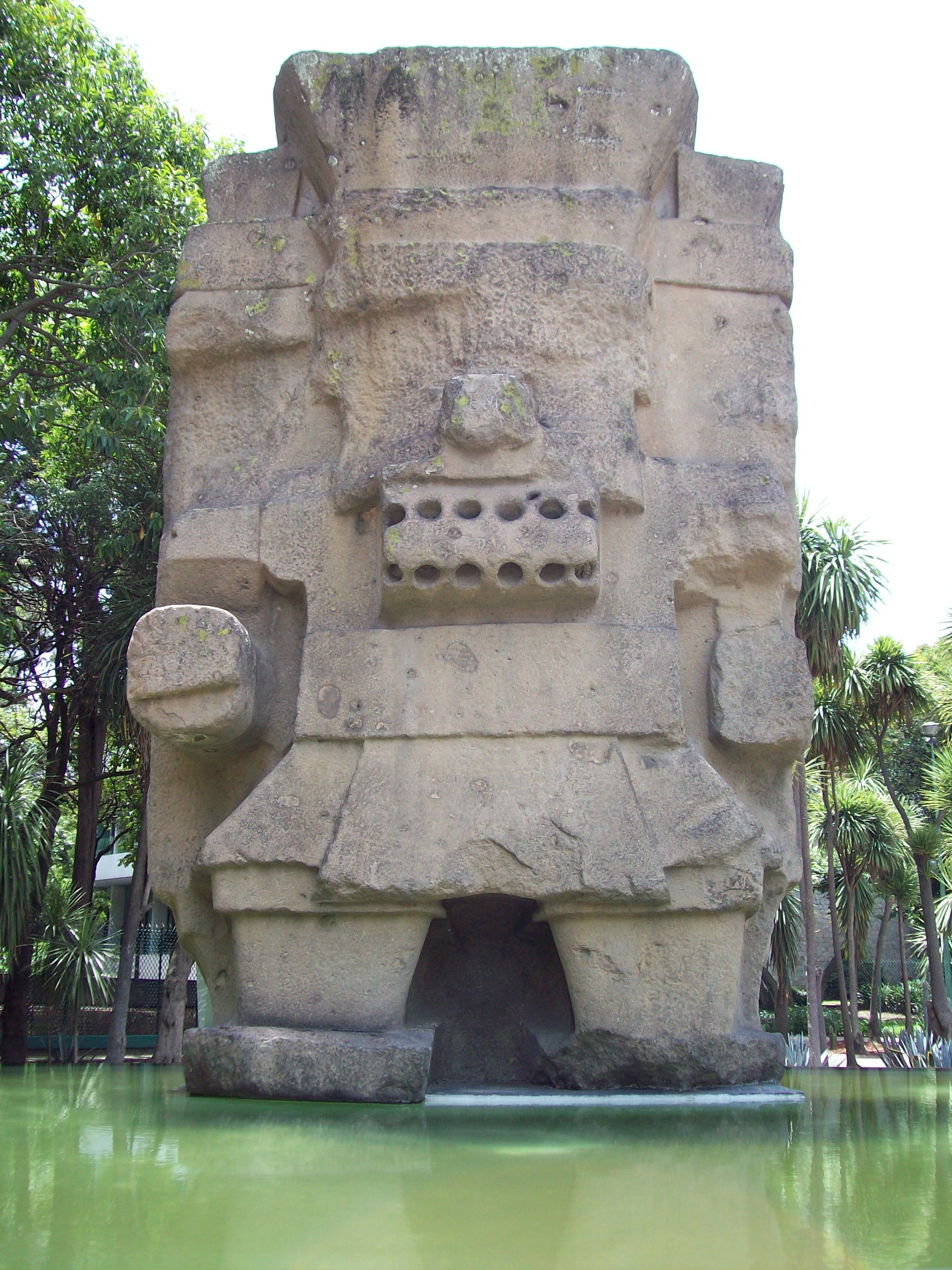
Estatua de Tláloc a las afueras del Museo Nacional de Antropología e Historia en la Ciudad de México.
Imagen de Tlaloc en el Códice Laud.
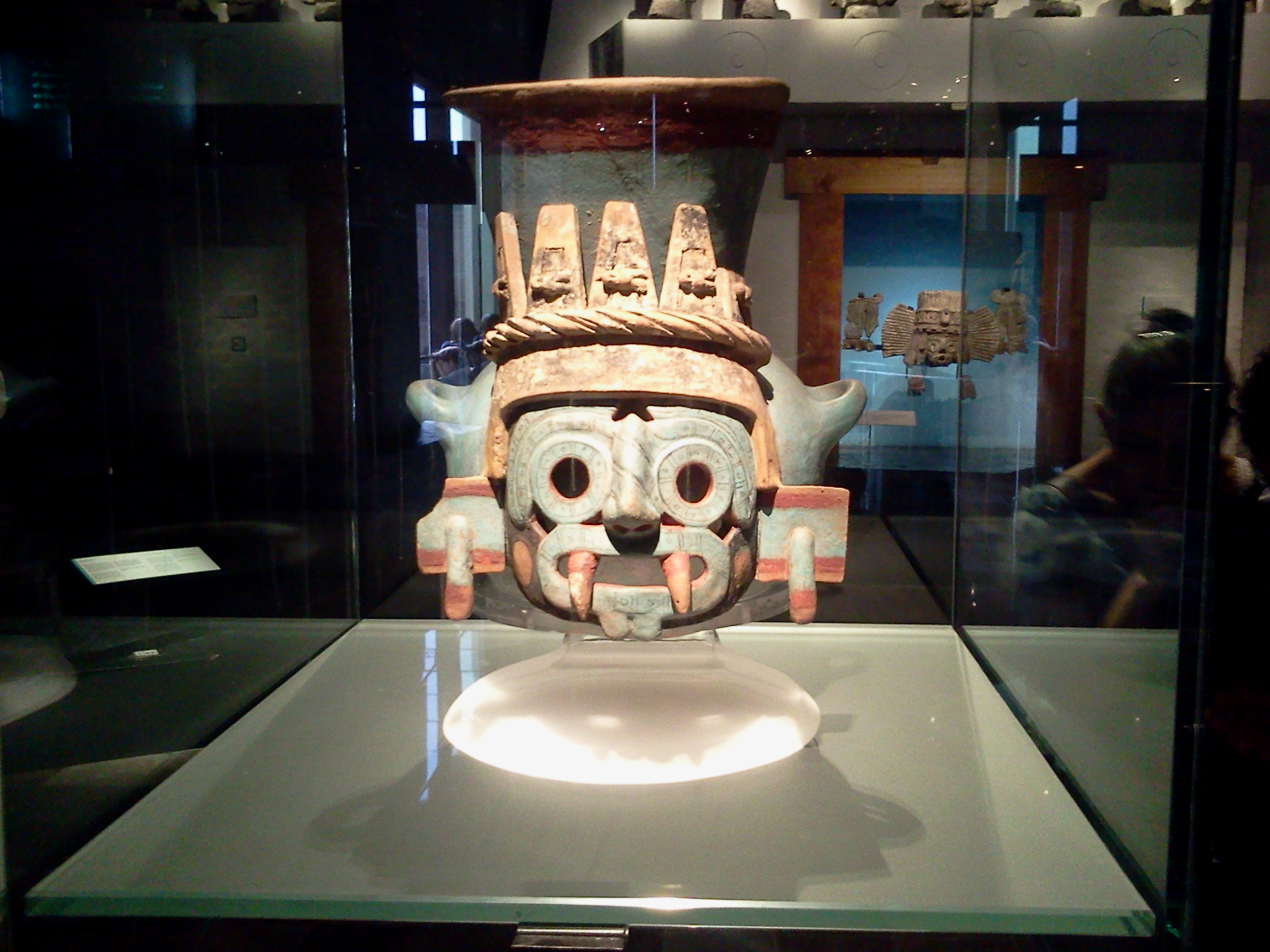
Vasija de Tláloc, se encuentra expuesta en el Museo del Templo Mayor.
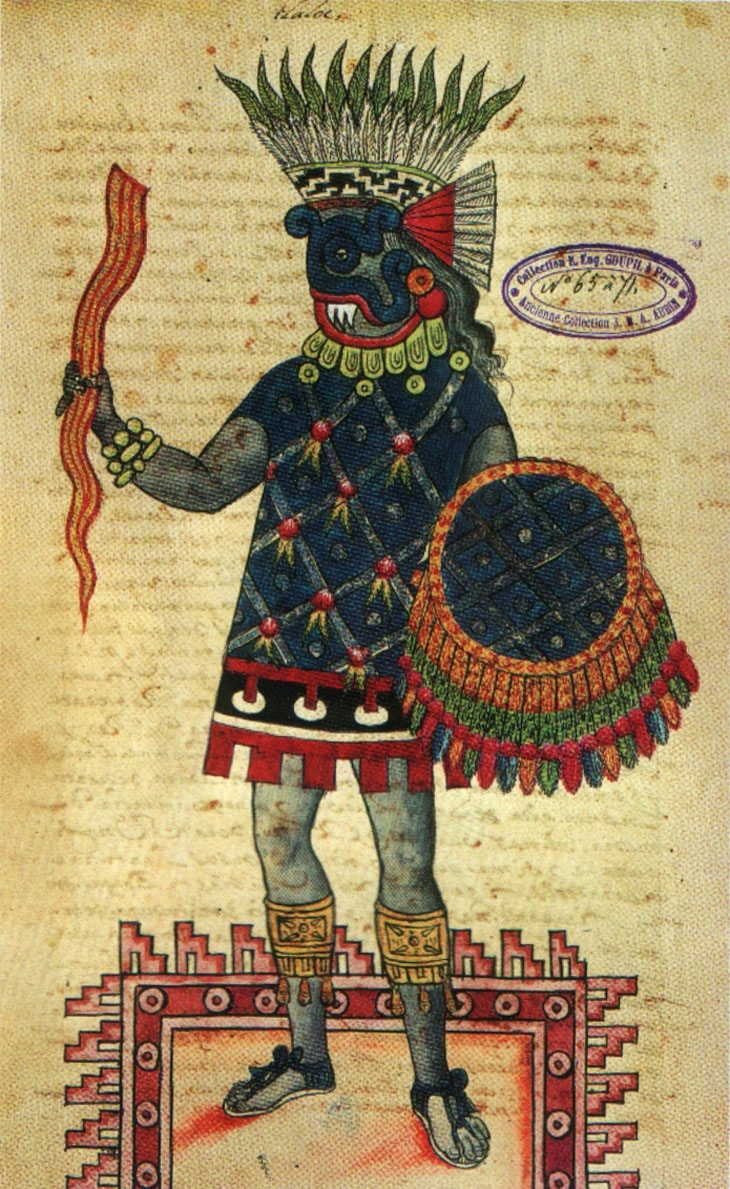
Tláloc en el Códice Aubin
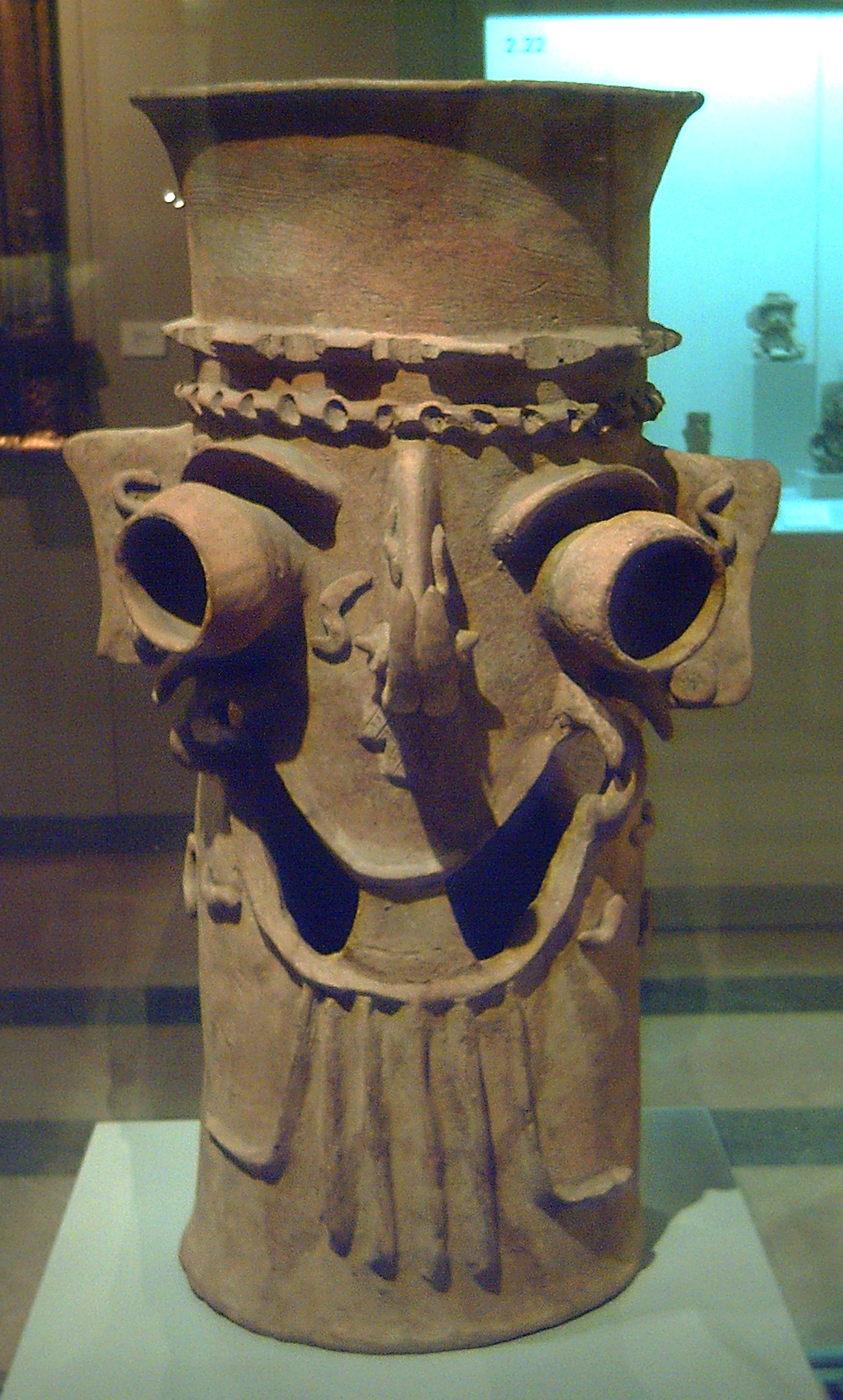
Incensario con la imagen de Tláloc (Museo de América, Madrid, España).
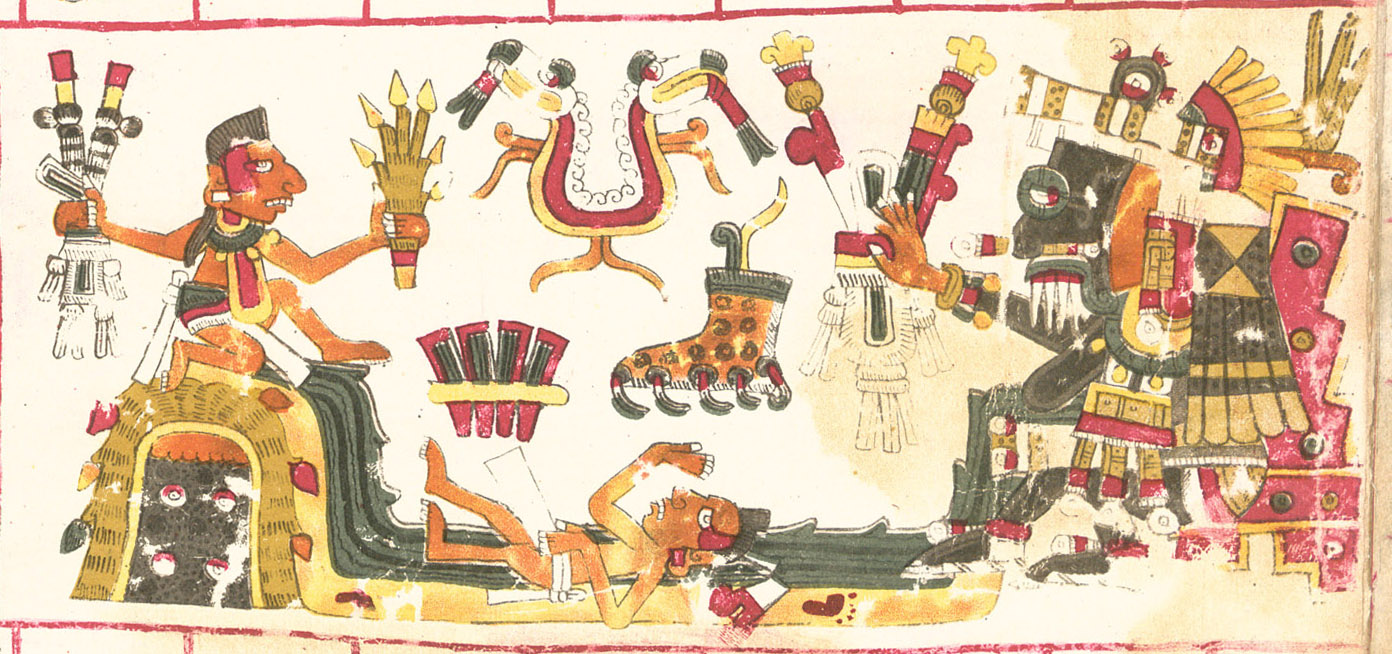
Tláloc, representando el diluvio según la Cosmogonía Náhuatl previo al Quinto Sol en el Códice Borgia.
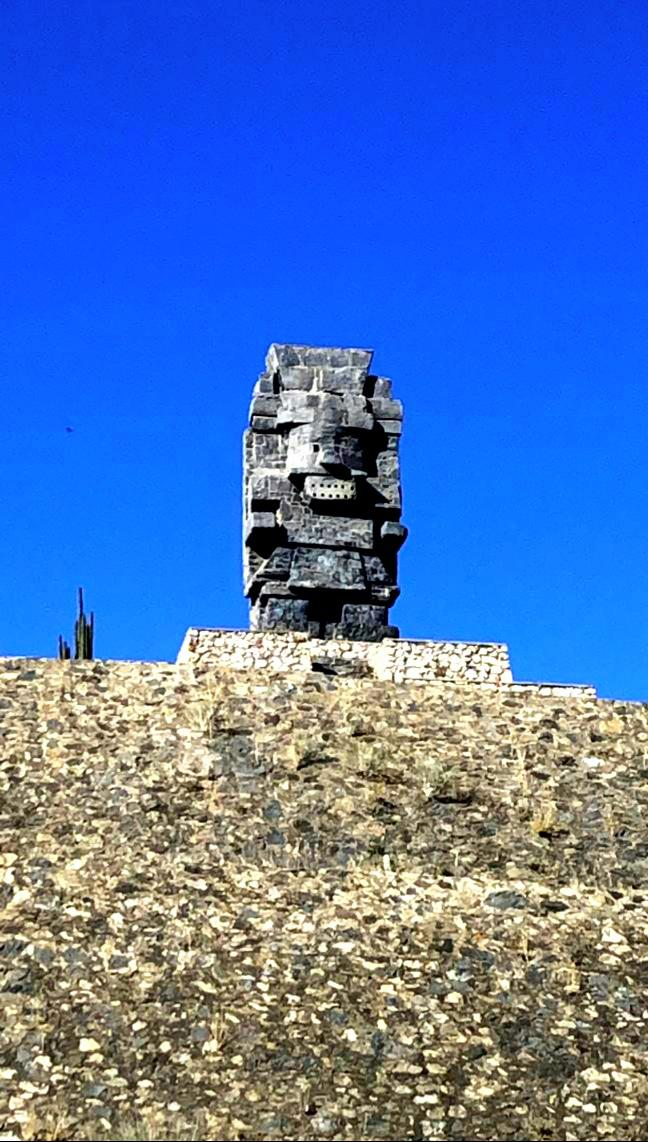
Tláloc (réplica) tutelando la presa Miguel Hidalgo y Costilla, municipio de El Fuerte, Estado de Sinaloa, México.

## Cultura popular

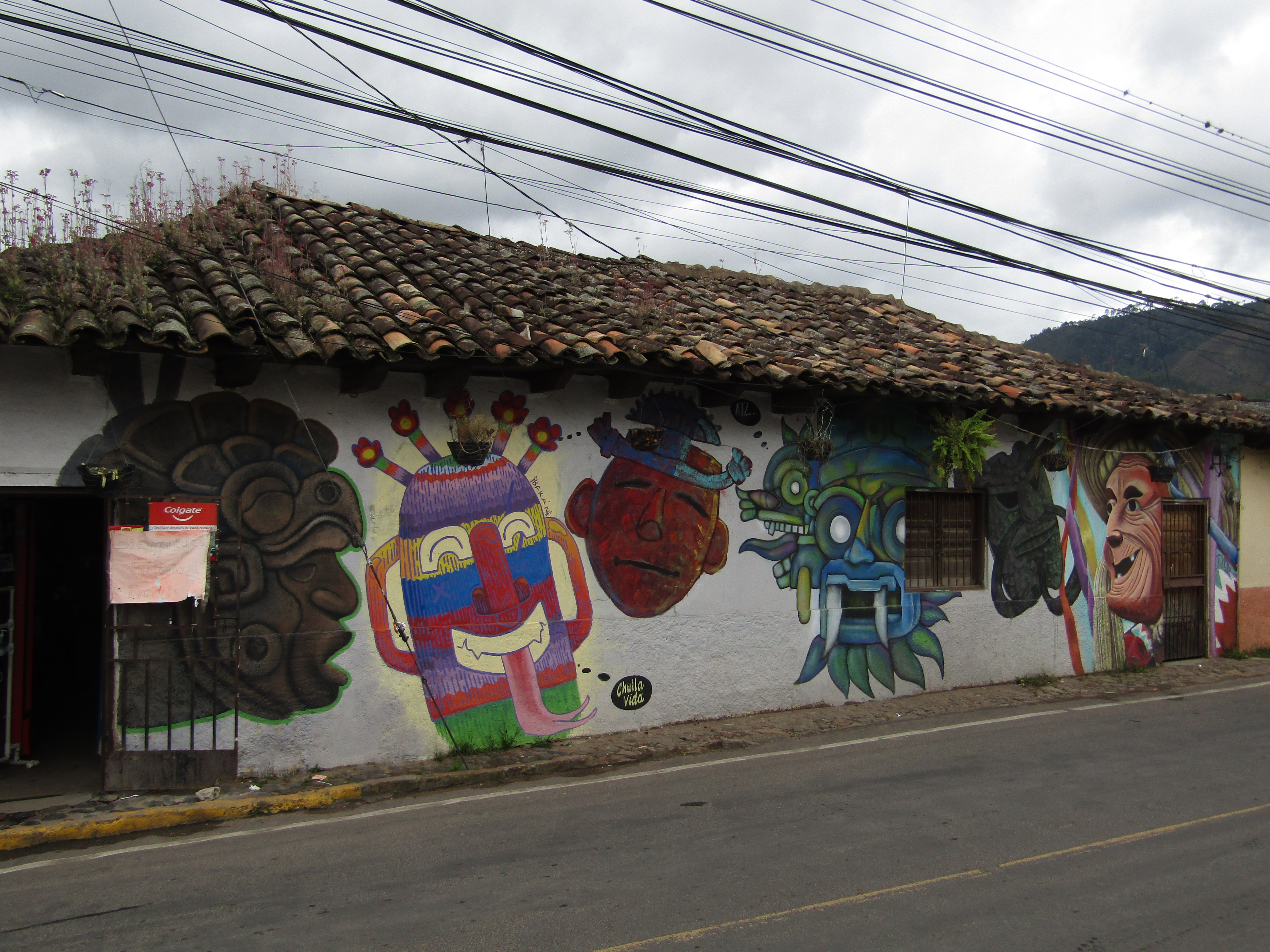
Una representación de Tláloc en el mural de una tienda en Valle de Ángeles, Honduras.

En la Yihad Butleriana, Tláloc fue el apelativo que adoptó el líder visionario que inspiró la revuelta de Los Titanes contra el Imperio Antiguo mil años antes de los sucesos acontecidos en Dune.
- Tláloc aparece en Shin Megami Tensei: Devil Survivor y en Shin Megami Tensei: Strange Jorney, juegos de la consola de Nintendo DS, como demonio seleccionable, siendo este de elemento fuego.
- En el videojuego Destiny, aparece un arma (Fusil de Explorador) llamada Tláloc, única para la clase de hechicero.
- En la franquicia de videojuegos Shin Megami Tensei, se puede encontrar merodeando algunas zonas o conseguirse por medio de fusión con Igor, en el caso de los videojuegos Persona o con la ayuda de Mido dentro de la Catedral de las Sombras.
- La autora española María Oruña describe un blasón existente en la localidad cántabra de Santillana del Mar del dios Tláloc en la trama de su novela Puerto escondido.
- En Digimon existe una criatura llamada Tlalocmon,[13] un Digimon de nivel Definitivo, tipo Mineral, Atributo Datos y perteneciente a los Espíritus de la Naturaleza. Su primera aparición se dio en el Digimon Pendulum COLOR de los Espíritus de la Naturaleza.